# Playmates (film 1912)
Playmates è un cortometraggio muto del 1912. Il nome del regista non viene riportato nei credit del film che ha tra i suoi protagonisti Jean, la Border Collie che apparteneva al regista Larry Trimble e che diventò negli anni dieci una delle prime star canine dello schermo.

## Produzione
Il film fu prodotto dalla Vitagraph Company of America.

## Distribuzione
Distribuito dalla General Film Company, il film - un cortometraggio in una bobina - uscì nelle sale cinematografiche statunitensi il 10 febbraio 1912.